# Rie Ishizuka
Rie Ishizuka (石塚 理恵 Ishizuka Rie) es una seiyū japonesa nacida el 23 de abril de 1964 en la Prefectura de Shizuoka. Ha participado en series como Claymore, Shangri-La y Mezzo Forte, entre otras, además de realizar varios papeles de doblaje, tanto para la televisión como para el cine japonés. Está afiliada a En-kikaku.

## Roles Interpretados

### Series de Anime
- Air Master como Kai Sanpagita.
- Claymore como Undine.
- Detective Conan como Yoko Sawaki.
- Hikaru no Go como Tetsuo Kaga y Tamako-sensei.
- Kindaichi Shounen no Jikenbo como Fuyumi.
- Maō Dante como Saeko Kodai/Medusa.
- Monster como Antonin.
- Princess Tutu como Ebine.
- Saiyuki como Shunrei.
- Shangri-La como Sayoko.
- Strange Dawn como Mani.
- Tetsujin 28-gō como Ahiru Takamizawa.

### OVAs
- Angel Blade como Seiryu Tenmyoin.
- Mezzo Forte como Momomi Momoi.

### Películas
- Gundress como Alisa Takakura.
- Tetsujin 28-go: Hakuchū no Zangetsu como Ahiru Takamizawa.

### Doblajes
- Al diablo con el diablo como Alison Gardner/Nicole Delarusso.
- American Pie como Victoria "Vicky" Lathum.
- American Pie 2 como Victoria "Vicky" Lathum.
- Bring It On como Torrance Shipman.
- Dae Jan Geum como Yun Yeong-roh.
- Dark Angel como Cynthia “Original Cindy” McEachin.
- El coleccionista de huesos como Amelia Donaghy.
- Grey's Anatomy como Izzie Stephens.
- Harsh Realm como Sophie Green.
- La momia como Evelyn Carnahan.
- The Mummy Returns como Evelyn Carnahan.
- Las aventuras de Rocky y Bullwinkle como Karen Sympathy.
- Misión: Imposible II como Nyah Nordoff-Hall.
- Models, Inc. como Sarah Owens.
- Monsoon Wedding como Aditi.
- Sabrina, the Teenage Witch como Sabrina Spellman.
- Sonata de invierno como Chong-a.
- Star Trek: Espacio profundo nueve como Ezri Dax.
- Stargate Atlantis como Teyla Emmagan.
- Suddenly Susan como Susan Keene.
- The Adventures of Swiss Family Robinson (1998) como Emily Chen.
- The Waterboy como Vicki Valencourt.
- The West Wing como Ellie Bartlet.